# East Prospect
East Prospect est un borough situé à l'est du comté de York, en Pennsylvanie, aux États-Unis,. En 2010, il comptait une population de 905 habitants, estimée au 1er juillet 2020 à 970 habitants. Le borough est fondé en 1844 et incorporé en 1874.

## Démographie
Lors du recensement de 2010, le borough comptait une population de 905 habitants. Elle est estimée, en 2020, à 970 habitants.